# 泰北五月茶
泰北五月茶（学名：Antidesma sootepense）为大戟科五月茶属下的一个种。

## 扩展阅读
- 維基物種上的相關：泰北五月茶